# Trogon de pit taronja
El trogon de pit taronja (Harpactes oreskios) és una espècie d'ocell de la família dels trogònids (Trogonidae) que habita la selva humida del sud-oest de la Xina, Myanmar, Tailàndia, Indoxina, Sumatra (amb la propera Nias), Java i nord-oest de Borneo. a 